# Кам'янський заказник (Житомирська область)
Кам'янський — загальнозоологічний заказник місцевого значення. Об'єкт розташований на території Малинського району Житомирської області, ДП «Малинський лісгосп АПК», Недашківське лісництво, кв. 5, вид. 1—25 (площа 85,2 га), кв. 6, вид. 1—23 (площа 81,6 га).
Площа — 166,8 га, статус отриманий у 2012 році.